# ジョンズ・ホプキンズ病院
ジョンズ・ホプキンズ病院（ジョンズ・ホプキンズびょういん、英: The Johns Hopkins Hospital; JHH）は、アメリカ合衆国・メリーランド州ボルティモアに位置する、ジョンズ・ホプキンズ大学医学部附属の教育病院・生物医学研究施設である。病院は1889年に、慈善家ジョンズ・ホプキンズの遺産を使って設立された。この病院から生まれた専門診療科も多く、例えばハーヴェイ・クッシングが作った脳神経外科学、アルフレッド・ブラロックが創設した心臓外科学、レオ・カナーが創始した小児科学・児童精神医学などが挙げられる。
ジョンズ・ホプキンズ病院は、世界で最も優れた病院のひとつとして広く認知されている。病院は『USニューズ&ワールド・レポート』誌で、1991年から2011年まで21年連続でアメリカ合衆国一の病院と評価された。2016年 - 2017年版では、15の成人診療科と10の小児診療科で同ランキングにランクインし、メリーランド州1位、全国4位（メイヨー・クリニック、クリーヴランド病院、マサチューセッツ総合病院に続いて4位）の評価を得た。

## 創設

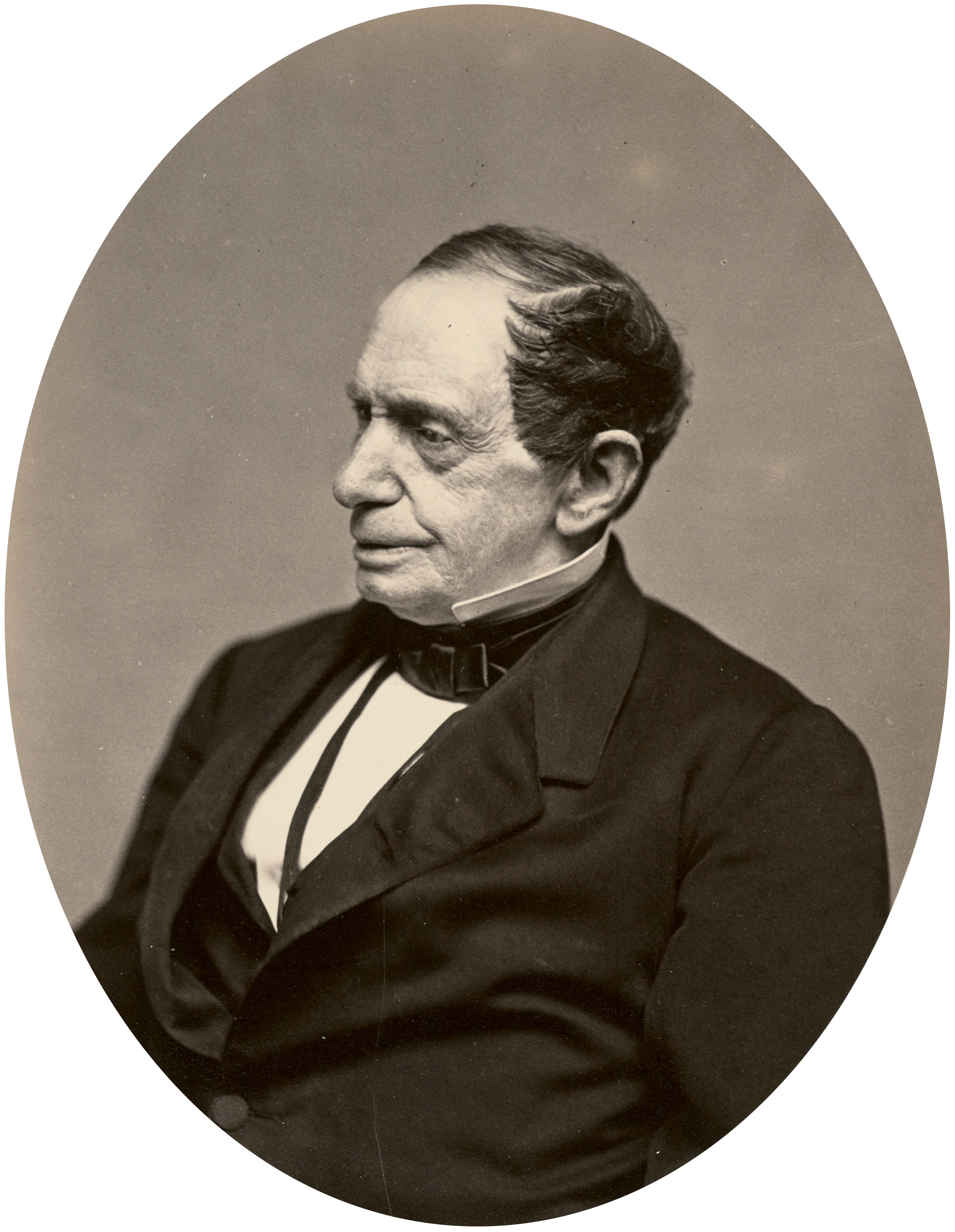
ジョンズ・ホプキンズの肖像

ボルティモア出身の商人・銀行家だったジョンズ・ホプキンズは、1873年12月24日に、推計700万ドル（2023年の1.78億ドルに相当）の遺産を残して78歳で亡くなった。ホプキンズはこの遺産で、自らの名前を冠した「ジョンズ・ホプキンズ大学」と「ジョンズ・ホプキンズ病院」を設立するよう遺言した。当時、ホプキンズの寄付はアメリカ史上最高額の篤志寄付金であった。
人生の終焉を迎えるに当たり、ホプキンズはボルティモア出身の著名な人物を12人選んで計画の実行人（信託者）に据え、死の1年前に「ボルティモアにある、ウルフ・モニュメント・ブロードウェイ・ジェファーソン通りで囲まれた、13エーカー (53,000 m2)の土地を、病院建設用に」譲り渡すとの覚え書きを信託者たちに送った。彼は病院について、「建築や配置の面で、この国やヨーロッパのどの施設にも引けを取らないもの」になるよう望み、信託者たちには、「病院サービスの質を保証し、最も高潔で最も優れた技術を持つ内科医・外科医を確保する」よう指示した。また最も重要なこととして、「これが私の望みだと心の中へ常に留め置き、最終的に病院が、私が遺言で十二分に準備した大学附属の医学校の一角を成すことを目的とするよう」言いつけた。患者のケア（病院を表す）と教育・研究（大学を表す）の両立を追求し、ホプキンズはアメリカ医学の変革へ向かう基礎を築いたのである。

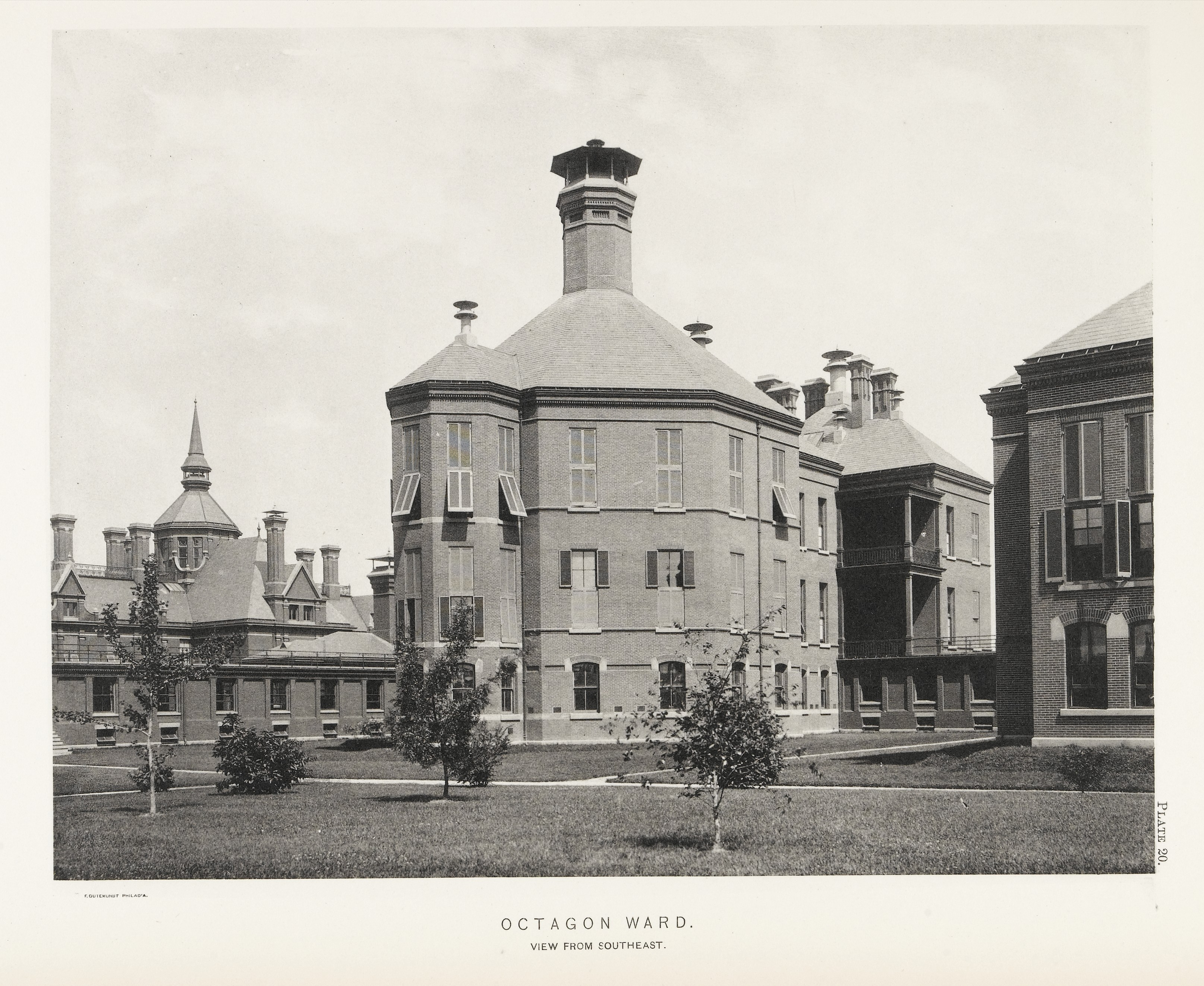
ジョンズ・ホプキンズ病院オクタゴン病棟の外観

最初の病院建設計画は外科医のジョン・ショウ・ビリングス、建築デザインはジョン・ルドルフ・ニールンジーがそれぞれ担当し、建設はボストンの会社カボット&チャンドラー（英: Cabot and Chandler）のエドワード・クラーク・カボットにより、クイーン・アン様式建築で行われた。病院は1889年に205万ドル（2023年の6952万ドルに相当）をかけて完成し、感染症の拡大を防ぐため、当時最先端の技術だった暖房・換気装置も導入された。
信託者たちは1889年5月7日の開業に合わせて、「ビッグ4」と呼ばれる腕利きの医師4人を創設メンバーとして招聘した。この4人とは、病理学者のウィリアム・H・ウェルチ、外科医のウィリアム・スチュワート・ハルステッド、内科医のウィリアム・オスラー、婦人科医のハワード・アトウッド・ケリーだった。
1893年、ジョンズ・ホプキンズ大学は、初めて女子生徒を受け入れた医学校のひとつとなった。共学移行決定の裏には、建設資金に用いられる予定だったボルチモア・アンド・オハイオ鉄道の株式が、1889年の病院建設のみで使い切られてしまい、医学校を建てる資金が足りなくなったという経緯が存在した。元々の信託者の娘のうち4名が婦人団体として、女子生徒の受け入れを条件に医学校開設に必要な資金50万ドル（2023年の1696万ドルに相当）の寄付を申し出た。数回の話し合いを経て、信託者たちは女性たち4人の支援を受けることを決定したが、「ビッグ4」のウィリアム・H・ウェルチのみが反対した。結局ウェルチも共学化を呑むことになるが、後に「ある種の共学化の必要性は、教育の品位を高めることでより明確になる。これは教育でも医学でも同じことだ･･････私たちは共学化は成功だったと思っている、最初乗り気でなかった者も、今では共鳴して好意的に受け止めている」と書き綴っている。
最初の内科部長となったオスラーは研修医制度を始めた人物と考えられている。病院は現在でも、先輩医師の監督下で患者を診療しながら、専門診療科に関する発展した訓練を受けられる研修病院として活用されており、病院スタッフのほとんどがそういった研修医である。オスラーは、医学部の授業がほぼ講義のみだった時代にあって、医学生にコースの初期から実際の患者を診察させるアイデアを導入した。オスラーの医学教育に対する貢献は、「グランド・ラウンズ」と呼ばれる制度の創設に繋がった (Johns Hopkins Medical Grand Rounds) 。これは先輩内科医に、医学生の前で自分が直面した最も難しいケースについて討論させるという取り組みで、患者・生徒双方に利益があるものだった。オスラーは墓石に刻むエピタフとして、「医学生に臨床教育の場を与えた」（英: "He brought medical students into the wards for bedside teaching."）とだけ刻んでほしいと述べたという。
最初の外科部長となったハルステッドは、この病院で医学や外科学への貢献をいくつも成し遂げた。例えば現代外科医療の根本である出血のコントロールや、正確な解剖学実習、無菌状態での手術、初の乳癌に対する乳房切除術などである（それまで乳癌との診断は、死亡宣告も同じだった）。ほかにも使い捨てゴム手袋の導入や、甲状腺・胆管・ヘルニア・消化管・動脈瘤手術の開発などの業績がある。ハルステッドは、アメリカ初の正式な外科医研修施設を発足させた人間でもある。
ケリーは自らの専門分野である婦人科学の発展に寄与した。彼は女性特有の病気に対する新しい外科手技を開発し、膀胱鏡をはじめとした多くの医療器具発明も行った。彼は癌治療に初めてラジウムを使った医師のひとりである。
ウェルチはウォルター・リードなど、当時の一流医師を数多く養成した。彼はアメリカ初の公衆衛生学校をホプキンズに創設している。
1912年、ダイアモンド・ジム・ブレイディが22万ドル（2023年の695万ドルに相当）を寄付し、この資金を用いてジェームズ・ブキャナン・ブレイディ泌尿器科学研究所（英: The James Buchanan Brady Urological Institute）が創設された。
眼科医のウィリアム・ホランド・ウィルマーは、1925年にウィルマー眼科研究所（英: The Wilmer Eye Institute）を開設し、4年後に研究所用の建物が完成した。ウィルマーは1885年にバージニア大学で M.D.（Doctor of Medicine）の学位を取得し、その後ニューヨーク・ワシントンD.C.、そしてボルティモアで働いた医師であった。

## 実績
ジョンズ・ホプキンズ大学で成し遂げられた医学的業績としては、まず、1966年にホプキンズ性同一性診療所（英: The Hopkins Gender Identity Clinic）で実施された、アメリカ初の男性から女性への性別適合手術が挙げられる。
次の2つの発見は、医学・生物学領域で広く応用できる大発見でもある。1つ目は、ノーベル賞にも輝いた制限酵素の発見で、遺伝子工学分野誕生のきっかけとなった。2つ目は、脳内で自然産生されている脳内オピオイドの発見で、これは神経伝達物質の経路・機能研究興隆に大きく寄与した。
また、HeLa細胞と呼ばれる不死化した世界初のヒト培養細胞は、この病院で治療を受けていたヘンリエッタ・ラックスから1951年に採取され、組織培養研究を行っていたジョージ・オットー・ゲイが細胞株として樹立したものである。病院ではポリオウイルスの3タイプが同定された。初のブルーベビー症候群手術は、外科医アルフレッド・ブラロックと、ホプキンズ大学卒業生で小児心臓学専門のヘレン・ブルック・タウシグ、外科技術士のヴィヴィアン・トーマスの手で行われ、現代の心臓外科学へ大きく道を開いた。

## 運用
病院は、ジョンズ・ホプキンズ大学医学部にある60棟の内、およそ20棟を使用している。全体では80の入口が存在し、毎週8万人ほどが診療に訪れる。病院の収容数は1,000床以上で、1,700人超の医師を含め、全体で3万人以上が病院で勤務している。2012年5月には、キャンパスの大規模再開発計画に伴い、2つの新たな診療棟が建設された。11億ドルが掛けられた、シャーロット・R・ブルームバーグ子どもセンター棟（英: Charlotte R. Bloomberg Children’s Center tower）と、新しいシーク・ゼイド・タワー（英: The Sheikh Zayed Tower）の建設はこの計画の目玉である。メインのジョンズ・ホプキンズ病院に加えて、4つの関連病院と複数の外来ケア施設がワシントン・ボルチモア広域都市圏に存在するほか、フロリダ州セントピーターズバーグには子ども病院も存在する。

## ランキング
病院は、『USニューズ&ワールド・レポート』誌のランキングで、2012年にマサチューセッツ総合病院に抜かれて2位に後退するまで、21年連続でアメリカ合衆国一の病院と評価された。2013年にはアメリカ一の病院の座へ返り咲いている。2016年 - 2017年版では、アメリカ4位の評価を付けられている。
| 国内順位 | メリーランド州での順位 | 診療科               |
| -------- | ---------------------- | -------------------- |
| 3        | 1                      | 耳鼻咽喉科           |
| 4        | 1                      | 老年科               |
| 2        | 1                      | 神経学・脳神経外科   |
| 4        | 1                      | 泌尿器科             |
| 1        | 1                      | リウマチ科           |
| 4        | 1                      | 精神科               |
| 3        | 1                      | 眼科                 |
| 5        | 1                      | 消化器科・消化器外科 |
| 4        | 1                      | 糖尿病科・内分泌科   |
| 9        | 1                      | 循環器病科・心臓外科 |
| 9        | 1                      | 腫瘍科               |
| 7        | 1                      | 婦人科               |
| 13       | 1                      | 呼吸器科             |
| 9        | 1                      | 整形外科             |
| 5        | 1                      | 腎臓科               |

## 不祥事
2013年、同病院の男性医師が産婦人科の患者を盗撮していたことが発覚した。首にかけていたペン型カメラなどで撮影し、被害者は約8,000人だった。医師は2013年2月に解雇され、その10日後に自殺した。2014年7月に病院が1億9,000万ドル（約193億円）の和解金を支払うことで合意された。